# 凱米托 (古巴)
凱米托（西班牙語：Caimito）是古巴的城鎮，属阿爾特米薩省，始建於1820年，面積238平方公里，海拔高度95米，2004年人口36,813，人口密度為每平方公里154.7人。